# 井本雅之
井本 雅之（いもと　まさゆき、1956年1月6日 - ）は、日本の実業家。ありがとうサービス代表取締役社長、今治デパート取締役。

## 経歴
愛媛県今治市出身。早稲田大学教育学部卒業。
1980年に日本マーケティングセンター（現：船井総合研究所）の勤務を経て、1985年に祖父が立ち上げたブラザーミシン代理店である井本ブラザー商会の代表取締役に就任。1989年には父親が病に倒れ、父親が経営していた今治デパートに入社。今治デパートはダイエーのフランチャイジーとしてスーパーを展開していたが1990年代に入りバブル崩壊や規制緩和による郊外への大型ショッピングセンター開業などで経営が悪化。一時期は借入が145億円（当時の年商170億円　経常利益マイナス1億円）あり、銀行からの融資が止まるなど厳しい状況に追い込まれた。
その後、1995年にブックオフコーポレーション、1997年にハードオフコーポレーションとフランチャイズ契約を締結しリユース事業を展開を開始。事業を流通業主体からリユースや飲食店事業の企業に転換し、2012年にはJASDAQ市場に上場を果たした。

### 略歴
- 1985年 - （株）井本ブラザー商会代表取締役[3]。
- 1989年
  - 9月　- （株）今治デパート入社。
  - 11月 - （株）今治デパート取締役。
- 1994年11月 - （株）今治デパート代表取締役。
- 2000年10月 - （株）ありがとうサービス代表取締役社長（現任）。
- 2009年10月 - （株）今治デパート代表取締役退任。
  - 　　　　  - （株）今治デパート取締役。
- 2011年10月 - （株）今治デパート取締役退任。

## 人物
- 大学生までサッカーを続け、今治市サッカー協会会長やFC今治の取締役などを歴任している。元サッカー日本代表監督の岡田武史は早稲田大学時代の後輩である。